# 健常者
健常者（けんじょうしゃ、英:able-bodied person）とは、特定の慢性疾患を抱えておらず、日常生活行動にも支障のない人のことである。通常、大人について言われる言葉で、子供であれば「健常児」という表現になる。
発達障害者は障害者基本法上の「障害者」には含まれないと判断されていたが、2011年の法改正以降は、「精神障害(発達障害を含む。)」として発達障害者も障害者基本法上の「障害者」に含まれると判断されるようになった。また、発達障害者に該当しない者を「定型発達者」と言う場合がある。